# 和歌山県道111号笠田停車場線
和歌山県道111号笠田停車場線（わかやまけんどう111ごう かせだていしゃじょうせん）は、和歌山県伊都郡かつらぎ町を通る一般県道である。

## 概要
笠田停車場から伊都郡かつらぎ町大字笠田東に至る。

### 路線データ
- 起点：和歌山県伊都郡かつらぎ町大字笠田東（JR西日本和歌山線 笠田駅前）
- 終点：和歌山県伊都郡かつらぎ町大字笠田東（国道24号交点）
- 実延長：270 ｍ

## 歴史
本路線は、道路法（昭和27年法律第180号）第7条の規定に基づき、一般県道として1959年（昭和34年）に和歌山県が第1次認定した路線のひとつである。

### 年表
- 1959年（昭和34年）5月14日 - 和歌山県が一般県道として笠田停車場線を認定[1]。

## 地理

### 通過する自治体
- 和歌山県
  - 伊都郡かつらぎ町

### 交差する道路
| 交差する道路 | 交差する場所 | 交差する場所 |
| ------------ | ------------ | ------------ |
| 国道24号     | 大字笠田東   | 終点         |

### 沿線
- JR西日本和歌山線 笠田駅